# عصفلدين أناضولي
العِصْفَلْدِين الأناضولي (باللاتينية: Asphodeline anatolica) نوع نباتي ينتمي إلى جنس العِصْفَلْدِين من الفصيلة الزانثوروية (باللاتينية: Xanthorrhoeaceae).

## الموئل والانتشار
الموئل الأصلي لهذا النوع تركيا.